# Громик Іван Григорович
Іван Григорович Громик (нар. 7 січня 1949, с. Кулаківці, Україна) — український хормейстер.

## Життєпис
Іван Громик народився 7 січня 1949 року в селі Кулаківці Заліщицького району Тернопільської области України.
Закінчив Теребовлянське культурно-освітнє училище (нині вище училище культури), Київський інститут культури. Працює викладачем Теребовлянського вищого училища культури, вокаліст, соліст Струсівської заслуженої капели бандуристів «Кобзар» і муніципального духового оркестру «Оркестра Волі».

## Нагороди та відзнаки
- Лауреат обласної премії в галузі культури в номінації «Музичне мистецтво — імені Соломії Крушельницької» (2016)[1].
- Заслужений працівник культури УРСР (1987).